# Corps des fractions
En théorie des anneaux, le corps des fractions d'un anneau intègre A est le plus petit corps commutatif (à isomorphisme près) contenant A.
Sa construction est une généralisation à un anneau de la construction du corps des rationnels à partir de l'anneau des entiers relatifs. Appliqué à un anneau de polynômes, il permet la construction de son corps des fractions rationnelles.
Cette construction se généralise encore avec le procédé de localisation.

## Construction
On définit sur E = A × A\{0}  deux lois internes et une relation d'équivalence compatible avec ces deux lois :
- une pseudo-addition : pour tout (a, b) et (c, d) de E, (a, b) + (c, d) = (ad + cb, bd) ;
- une pseudo-multiplication : pour tout (a, b) et (c, d) de E, (a, b) . (c, d) = (ac, bd) ;
- une relation : pour tout (a, b) et (c, d) de E, (a, b) ~ (c, d) ssi ad = bc.

L'existence des deux lois est fortement subordonnée au fait que l'anneau soit intègre car il faut que le produit bd soit non nul. Dans ce cas, les deux lois de composition interne sont bien définies, commutatives (d'après la commutativité du produit sur A) et associatives.
Elles ne possèdent un élément neutre que si l'anneau est unitaire (il s'agit dans ce cas de (0, 1) pour la première et (1, 1) pour la seconde) et même dans ce cas, si l'anneau n'est pas déjà un corps, il existe des éléments sans inverse pour chacune des deux lois construites sur E. Enfin, il n'y a pas de distributivité de la seconde loi sur la première.
La relation ~ définie par (a, b) ~ (c, d) si ad = bc est bien symétrique, réflexive et transitive par hypothèse d'intégrité. Elle est de plus compatible avec les deux lois, c'est-à-dire que la classe du résultat de la pseudo-multiplication (ou de la pseudo-addition) ne dépend que des classes des opérandes. Autrement dit, les lois de composition peuvent être appliquées aux classes d'équivalence sans tenir compte du choix du représentant.
La classe d'un couple (a, b) se note usuellement {\displaystyle {\frac {a}{b}}} et est appelée fraction.
L'ensemble quotient, noté K(A) est muni des lois de composition induites (addition et multiplication).

## Propriétés

### Corps
K(A) est alors un corps commutatif, c'est-à-dire qu'il possède les propriétés suivantes (on fixe un élément non nul quelconque x de A) :
- simplification de fraction : pour tout c non nul, {\displaystyle {\frac {ca}{cb}}={\frac {a}{b}}} ;
- commutativité et associativité des lois induites ;
- existence d'un neutre {\displaystyle {\frac {0}{x}}} pour la première loi

{\displaystyle {\frac {a}{b}}+{\frac {0}{x}}={\frac {ax}{bx}}={\frac {a}{b}}}
- existence d'une unité {\displaystyle {\frac {x}{x}}} neutre pour la seconde ;

{\displaystyle {\frac {a}{b}}\times {\frac {x}{x}}={\frac {ax}{bx}}={\frac {a}{b}}}
- existence d'un opposé {\displaystyle {\frac {-a}{b}}} pour tout élément {\displaystyle {\frac {a}{b}}} ;

{\displaystyle {\frac {a}{b}}+{\frac {-a}{b}}={\frac {0}{b}}}
- existence d'un inverse {\displaystyle {\frac {b}{a}}} pour tout élément non nul {\displaystyle {\frac {a}{b}}} ;

{\displaystyle {\frac {a}{b}}\times {\frac {b}{a}}={\frac {ab}{ab}}}
- distributivité de la multiplication sur l'addition :

{\displaystyle {\frac {a}{b}}{\frac {e}{f}}+{\frac {c}{d}}{\frac {e}{f}}={\frac {aedf+cebf}{bfdf}}={\frac {(ad+cb)e}{bdf}}=\left({\frac {a}{b}}+{\frac {c}{d}}\right){\frac {e}{f}}}

### Plongement
Si l'anneau A est unitaire, l'application i de A dans K(A) qui, à l'élément a, associe {\displaystyle {\frac {a}{1}}} est un morphisme injectif qui plonge l'anneau A dans son corps de fractions.
Si l'anneau A n'est pas unitaire, on choisit un élément e non nul de A. L'application i de A dans K(A) qui, à l'élément a associe {\displaystyle {\frac {ae}{e}}} est un morphisme injectif qui plonge l'anneau A dans son corps de fractions. Cette application ne dépend pas de l'élément e non nul choisi.

### Propriété universelle
Pour tout corps L et tout morphisme injectif d'anneaux {\displaystyle f\,}de A dans L, il existe un unique morphisme de corps {\displaystyle {\tilde {f}}} de K(A) dans L tel que {\displaystyle f={\tilde {f}}\circ i}
La seule façon de créer {\displaystyle {\tilde {f}}} est de définir {\displaystyle {\tilde {f}}\left({\frac {a}{b}}\right)} par {\displaystyle {\tilde {f}}\left({\frac {ae}{e}}\right).\left({\tilde {f}}\left({\frac {be}{e}}\right)\right)^{-1}={\frac {f(a)}{f(b)}}}, où e est un élément non nul fixé de A. Il suffit ensuite de prouver que cette construction est indépendante du représentant choisi et que {\displaystyle {\tilde {f}}} est bien un morphisme injectif.

### Unicité
D'après la propriété universelle, K(A) est le plus petit corps contenant A, au sens suivant : si L est un autre corps contenant A, il existe un morphisme injectif de A dans L donc un morphisme injectif de K(A) dans L.

## Exemples
- La construction des nombres rationnels consiste à définir le corps ℚ des nombres rationnels comme le corps des fractions de l'anneau ℤ des entiers relatifs.
- Pour tout corps commutatif K, le corps des fractions de l'anneau de polynômes K[t] est le corps de fractions rationnelles K(t).
- Le corps des fractions du sous-anneau K[t2, t3] contient t = t3/t2 donc est aussi K(t).
- Le corps des fonctions méromorphes est le corps des fractions de l'anneau des fonctions holomorphes sur ℂ, autrement dit des fonctions entières.

## Généralisation
Si l'anneau est commutatif mais n'est pas intègre, il n'a plus un corps des fractions mais un anneau total des fractions (en). Cet anneau de fractions est défini comme le localisé S-1A de A en le sous-ensemble S des éléments qui sont réguliers, c'est-à-dire qui ne sont pas des diviseurs de zéro.
Pour qu'un anneau non commutatif possède un corps de fractions, il ne suffit pas qu'il soit intègre, : une condition suffisante pour l'existence d'un corps de fractions est que ce soit un anneau d'Ore mais il est possible de construire des anneaux non commutatifs intègres qui ne se plongent dans aucun corps ou qui se plongent dans (et dont l'image engendre) des corps non isomorphes.